# Бемпедоевая кислота
Бемпедоевая кислота — органическое соединение, дикарбоновая гидроксикислота.  Является пролекарством, ранее известна как ETC-1002 и ESP55016. Используется в качестве гиполипидемического лекарственного средства.
Попадая в печень превращается в активный метаболит, подавляющий АТФ-цитрат-лиазу —  фермент, необходимый для биосинтеза холестерина в печени.  Бемпедоевая кислота  также активирует в печени АМФК, в результате чего клетки печени переходят в энергосберегающее состояние (в том числе блокируется синтез жирных кислот и активируется их окисление).
Для превращения бемпедоевой кислоты в активный метаболит необходима активность фермента  ACSVL1 (синтетазы ацил-КоА с очень длинной цепочкой), который работает только в печени. Бемпедоевая кислота обеспечивает защиту от атеросклероза подобно статинам, но в отличие от них не вызывает нежелательных побочных реакций в мышцах, в частности, у пациентов реже наблюдается миопатия, рабдомиолиз и другие мышечные расстройства. За счет активации пути AMPK в иммунных клетках бемпедоевая кислота приводит к снижению уровня С-реактивного белка в плазме крови, что оказывает выраженное противовоспалительное действие. Также способна снижать глюконеогенез, что приводит к снижению инсулинорезистентности, улучшению метаболизма глюкозы и ослаблению проявлений метаболического синдрома в целом. Применение бемпедоевой кислоты для лечения  атеросклеротические сердечно-сосудистых заболеванияий, сахарного диабета 2 типа и хронических заболеваний печени в настоящее время изучается в клинических и доклинических исследованиях .
Наиболее частыми побочными эффектами бемпедоевой кислоты являются повышение уровня мочевой кислоты и подагра, а также снижение скорости клубочковой фильтрации и повышенный уровень печеночных ферментов; редко проявляются  анемия и разрыв сухожилий, в частности, наблюдаемый у пожилых пациентов разрыв вращающей манжеты плеча.
Продается под рецептурным названием Некслетол (Nexletol). Для снижения холестерина и липопротеинов низкой плотности до уровня нормы введение бемпедоевой кислоты можно сочетать со статинами, например, в форме комбинированого препарата  Nexlizet / Некслизет (бемпедоевая кислота и статиновый препарат эзетимиб), или ингибиторами PCSK9.